# Залесе (Яроцинський повіт)
Залесе (пол. Zalesie, нім. Amwald) — село в Польщі, у гміні Ярачево Яроцинського повіту Великопольського воєводства.
Населення — 299 осіб (2011).
У 1975-1998 роках село належало до Каліського воєводства.

## Демографія
Демографічна структура станом на 31 березня 2011 року:
|          | Загалом | Допрацездатний вік | Працездатний вік | Постпрацездатний вік |
| -------- | ------- | ------------------ | ---------------- | -------------------- |
| Чоловіки | 142     | 35                 | 93               | 14                   |
| Жінки    | 157     | 37                 | 86               | 34                   |
| Разом    | 299     | 72                 | 179              | 48                   |